# 大都利行
大都利行（？—728年），渤海国宗室大臣。大氏。第二世渤海武王大武艺之长子，文王大钦茂之兄。
开元七年（719年），他的祖父渤海开国国君高王大祚荣死後，大武艺即位。次年（仁安元年、唐玄宗开元八年、720年），唐玄宗遣使册封大都利行为桂娄郡王。仁安七年（726年，唐玄宗开元十四年），大都利行奉父大武艺命朝唐，留侍宿卫，唐授以武官爵衔，为左武卫员外大将军。仁安九年（728年，唐玄宗开元十六年），大都利行病卒于唐都长安。唐玄宗下诏赠特进兼鸿胪卿，命有司吊祭，派官员造灵柩发灵车送回渤海。